# Elliott (Dakota del Norte)
Elliott es una ciudad ubicada en el condado de Ransom en el estado estadounidense de Dakota del Norte. En el censo de 2010 tenía una población de 25 habitantes y una densidad poblacional de 63,09 personas por km².

## Geografía
Elliott se encuentra ubicada en las coordenadas 46°24′8″N 97°48′54″O / 46.40222, -97.81500. Según la Oficina del Censo de los Estados Unidos, Elliott tiene una superficie total de 0.4 km², de la cual 0.4 km² corresponden a tierra firme y (0%) 0 km² es agua.

## Demografía
Según el censo de 2010, había 25 personas residiendo en Elliott. La densidad de población era de 63,09 hab./km². De los 25 habitantes, Elliott estaba compuesto por el 92% blancos, el 0% eran afroamericanos, el 0% eran amerindios, el 4% eran asiáticos, el 0% eran isleños del Pacífico, el 0% eran de otras razas y el 4% pertenecían a dos o más razas. Del total de la población el 0% eran hispanos o latinos de cualquier raza.